# Robert K. Ottum
Œuvres principales
- Pardon, vous n'avez pas vu ma planète ?

Robert K. Ottum, dit Bob Ottum, né le 9 juin 1925 à Duluth dans le Minnesota et mort le 11 juin 1986 , est un journaliste et écrivain américain de science-fiction. Il est en outre rédacteur en chef de Sports Illustrated.

## Œuvres
- Pardon, vous n'avez pas vu ma planète ?, Jean-Claude Lattès, 1973 ((en) All Right, Everybody Off the Planet, 1972)Réédité en 1974 aux éditions J'ai lu (no 568)

## Adaptations
Le roman Pardon, vous n'avez pas vu ma planète ? a été adapté deux fois pour la télévision française sous le titre Bing : la première en 1986 avec un téléfilm et la deuxième en 1991 sous forme de série télévisée.  